# Kelvin de la Nieve
José Kelvin de la Nieve (ur. 28 kwietnia 1986 w Santo Domingo) – hiszpański bokser dominikańskiego pochodzenia.

## Kariera amatorska
W 2005 r. zdobył brązowy medal na igrzyskach śródziemnomorskich Almeríí. Hiszpan w walce o półfinał pokonał Greka Rudolfa Kotogiana, a w półfinale pokonał go dwukrotny srebrny medalista mistrzostw Europy, Włoch Alfonso Pinto. W 2006 r. startował na mistrzostwach unii europejskiej w Peczu. de la Nieve doszedł do ćwierćfinału, gdzie przegrał walkę o brązowy medal z Polakiem Łukaszem Maszczykiem. W 2007 r. zdobył srebrny medal na mistrzostwach unii europejskiej w Dublinie. Hiszpan w walce o finał pokonał Anglika Darrena Langleya, a w finale 10:20 pokonał go wicemistrz olimpijski z Mianyang, Pál Bedák.
W 2008 r. wystartował na igrzyskach olimpijskich w Pekinie. de la Nieve odpadł już w swojej pierwszej walce, przegrywając 9:12 z Amerykaninem Luisem Yanezem. W listopadzie zdobył srebrny medal na mistrzostwach Europy w Liverpoolu. W walce o półfinał, udanie zrewanżował się Maszczykowi, pokonując go 7:3. W następnej walce zmierzył się z Turkiem Ferhat Pehlivanem, którego pokonał dzięki dogrywce 6:6, a w finale pokonał go 6:7 Ormianin Howhannes Danieljan. W 2009 r. startował na mistrzostwach świata w Mediolanie. W 1/8 finału pokonał przyszłego wicemistrza olimpijskiego, Taja Kaewa Pongprayoona, a w ćwierćfinale przegrał z Rosjaninem Dawidem Ajrapetianem.
W 2010 r. zdobył brązowy medal na mistrzostwach Europy w Moskwie. Hiszpan w 1/8 finału po raz kolejny zwyciężył Łukasza Maszczyka (6:1), w ćwierćfinale Ferhata Pehlivana (2:1), a w półfinale przegrał 6:3 ze złotym medalistą tych zawodów, Paddym Barnesem. W 2011 r. startował na mistrzostwach świata w Baku oraz na mistrzostwach Europy w Ankarze. Na mistrzostwach Europy w pierwszej walce udanie zrewanżował się Howhannesjowi Danieljanowi, pokonując go 14:13, ale sam odpadł w następnej walce, przegrywając z Anglikiem Charliem Edwardsem. Na mistrzostwach świata w pierwszej walce, jego rywalem był Egipcjanin Ramy El-Awadi, którego pokonał 18:12. W 1/16 finału pokonał Włocha Alexa Ferramoscę, a w ćwierćfinale uległ Dawidowi Ajrapetianowi. W 2012 r. zakwalifikował się na igrzyska olimpijskie w Londynie. W swojej pierwszej walce na igrzyskach, jego rywalem był Ekwadorczyk Carlos Quipo, który zwyciężył 14:11, eliminując Hiszpana z dalszej rywalizacji.

## Walki olimpijskie 2008 - Pekin
1. (1. runda) Przegrał z   Luisem Yanezem (9-12)

## Walki olimpijskie 2012 - Londyn
1. (1. runda) Przegrał z  Carlosem Quipo (11-14)